# At Last !
Pour les articles homonymes, voir At Last.
At Last ! est un album jazz avec Miles Davis et Chet Baker. Les deux trompettistes ont été enregistrés sur le même album, mais pas ensemble. Le premier ayant précédé le second sur la scène du Lighthouse Café d'Hermosa Beach en Californie le 13 septembre 1953.

## Historique
Le mouvement West Coast et Chet Baker ont le vent en poupe : Miles Davis après une tentative de désintoxication ratée part avec Charles Mingus et Max Roach pour la Californie au Lighthouse All-Stars. Les séances déjà mythiques de Birth of the cool ont fait des émules et Miles découvre la génération qui s'inspire de ses recherches. Il y rencontre Chet Baker, son clone trompettiste émouvant de fragilité, lui aussi influencé par Miles. Ils entretiennent de bonnes relations malgré le fait que c'est Chet qui sera élu par le magazine DownBeat le meilleur trompettiste de l'année. Le soleil californien n'a pas permis à Miles Davis de décrocher de son addiction à la drogue; il retournera chez son père et s'enfermera huit jours durant. Au bout du tunnel un autre Miles sortira, prêt à reprendre sa vie en main.

« J'ai jammé quelquefois avec certains des musiciens du Lighthouse, et on en a fait un disque. À cette époque, on tenait Chet Baker pour le meilleur des jeunes trompettistes de jazz. Il était californien. Il jouait au Lighthouse un jour que j'y suis allé faire le bœuf. Chet était un assez chic type, cool, et bon instrumentiste. Mais il savait aussi bien que moi qu'il m'avait beaucoup copié. Lors de cette rencontre, il m'a dit après coup que jouer en sachant que j'étais dans la salle l'avait rendu nerveux. »

— Miles Davis avec Quincy Troupe, L'autobiographie p. 176, Infolio, (2007)

## Titres
1. Infinity Promenade
2. 'Round Midnight (Williams-Monk)
3. Night in Tunisia (Dizzy Gillespie - Frank Paparelli)
4. Drum Conversation
5. At Last

## Musiciens
- Miles Davis (trompette sur titres 1, 2 et 3)
- Chet Baker (trompette sur titres 4 et 5)
- Rolf Ericson (trompette sur titres 1 et 3)
- Bob Cooper (saxophone ténor sur titres 1 et 3)
- Bud Shank (saxophone alto, flûte, saxophone baryton sur titres 1 et 3)
- Lorraine Geller (piano)
- Russ Freeman (piano)
- Howard Rumsey (contrebasse)
- Max Roach (batterie)